# Agrotis debilis
Agrotis debilis là một loài bướm đêm trong họ Noctuidae.